# Neulatus porteri
Neulatus porteri là một loài côn trùng trong họ Myrmeleontidae thuộc bộ Neuroptera. Loài này được Brèthes miêu tả năm 1908.